# Aleksandr Sergeyev
Pour les articles homonymes, voir Sergueïev.
Aleksandr Sergeyev (né le 29 juillet 1983 dans l'oblast de Tver) est un athlète russe spécialiste du triple saut.
Son record personnel est de 17,11 m, réalisé une première fois en juillet 2004 à Tcheboksary.
Il a un meilleur résultat en salle, avec 17,23 m (février 2004 à Moscou).

## Palmarès
| Année | Compétition                    | Lieu                   | Résultat | Observations |
| ----- | ------------------------------ | ---------------------- | -------- | ------------ |
| 2002  | Championnats d'Europe en salle | Vienne, Autriche       | 6e       |              |
| 2002  | World Junior Championships     | Kingston, Jamaïque     | 3e       |              |
| 2005  | Universiade                    | İzmir, Turquie         | 1er      |              |
| 2006  | European Championships         | Göteborg, Suède        | 10e      |              |
| 2007  | European Indoor Championships  | Birmingham, Angleterre | 3e       |              |